# Battaglia di Nördlingen (1645)
La seconda battaglia di Nördlingen, anche detta battaglia di Allerheim, fu combattuta il 3 agosto 1645, durante la fase francese della Guerra dei trent'anni, e vide coinvolti l'esercito francese al comando di Luigi II di Borbone e del visconte di Turenne e quello imperiale di Franz von Mercy. Fu una delle battaglie più sanguinose del conflitto, e si risolse in una costosa vittoria francese.

## Campagna e svolgimento della battaglia
Nonostante l'apertura dei colloqui di pace a Münster, nell'agosto del 1644, il conflitto continuò e conobbe anzi una progressiva intensificazione. Il 1645 vide una serie di offensive condotte dall'alleanza franco-svedese contro le forze asburgiche; mentre gli svedesi nel mese di marzo, con la battaglia di Jankau, riportarono un brillante successo, le forze francesi di Turenne, passate all'offensiva in maggio, vennero duramente battute nella battaglia di Mergentheim, e si dovettero ritirare nell'Assia-Kassel, dove furono soccorse dall'esercito di Luigi di Borbone, detto il Gran Condé. Riunite, le forze francesi tornarono all'offensiva nel mese di luglio.
Il 3 agosto, i francesi giunsero in vista delle forze imperiali comandate da von Mercy, in posizione presso Alerheim, vicino a Nördlingen, dove le forze cattoliche avevano riportato una grande vittoria nel 1634; i due eserciti erano sostanzialmente alla pari dal punto di vista numerico, composti da circa 12 000 uomini. I francesi del duca d'Enghien attaccarono le forze avversarie e diedero luogo a uno scontro molto violento. La battaglia assunse le dimensioni di un grosso massacro da ambo le parti, con enormi perdite sia da parte francese che da parte cattolica. Giocarono un ruolo decisivo, nel corso della battaglia, le formazioni assiane, le quali ebbero la meglio su quelle bavaresi. Alla fine, dopo che von Mercy fu mortalmente ferito da un colpo di moschetto, le truppe imperiali si ritirarono.

## Conseguenze
L'esercito francese già provato dal combattimento, quantunque avesse conseguito la vittoria, dovette subire la partenza dei reggimenti assiani e si trovò in grosse difficoltà. Alla fine l'arrivo in soccorso dei cattolici in Baviera dell'Arciduca Leopoldo costrinse Turenne a ritirarsi in fretta. Nonostante le forze imperiali fossero state scacciate dalle proprie posizioni e respinte, i francesi, a causa degli assalti frontali, riportarono perdite superiori, circa 5 000 uomini, contro le 3 000 avversarie. Oltre che eccessivamente sanguinosa, la battaglia si rivelò strategicamente inconcludente, in quanto, a causa delle perdite subite, i francesi dovettero abbandonare il progetto di una marcia verso il Danubio e la Baviera e dovettero scegliere l'opzione del ritiro delle forze in una posizione più sicura, oltre le rive del Reno.